# Szombathelyi könyvtárak

## Berzsenyi Dániel (Megyei) Könyvtár
Egy központi gyűjtemény (Antall József tér 1.) és öt fiókkönyvtár (Jáki úti, Hanyadi úti, Kámoni, Perinti, Szentkirályi)
1880-ban alapították a szombathelyi múzeum könyvtárát, melynek vezetését 1924-től haláláig Pável Ágoston vállalta. Az ő tevékenységének köszönhetően vált a könyvtár áttekinthetővé. A hiányzó köteteket pótolta, nyomtatott katalógust állíttatott elő. A múzeumi könyvtárból nőtte később ki magát az önálló Berzsenyi Dániel Megyei Könyvtár. Pável 1928 februárjában felhívással fordult a Vas megyei könyvkiadókhoz, hogy az általuk nyomatott könyvekből egy-egy tiszteletpéldányt juttassanak el a könyvtárhoz. Az így megkapott könyvek lettek az alapjai a könyvtár helytörténeti gyűjteményének.
Mielőtt a könyvtár épülete elfoglalta a mostani helyét a Főtéren (Köztársaság téren) állt, a későbbi (azóta megszűnt) BM Klub helyén. Az új épületet Medvedt László tervei alapján építették a Petőfi Sándor utcában. 1970. december 12-én adták át, előtte kis park szökőkúttal.  A könyvtárat 2001/2002-ben címzett állami támogatással felújították és bővítették. Az építésztervezők Kiniczky István és Tölgyesi Ernőné voltak. Berendező és belső kialakítás:  dr. Lábdyné Fülöp Melinda.
Az átépítés idejére a könyvtár a Szent Márton úton kapott ideiglenes helyet.
Jelenleg több, mint 427 ezer kötettel rendelkezik (ezen kívül folyóirat, CD, VHS, DVD stb. állomány). Kiemelten gyűjtik a helytörténeti vonatkozású könyveket (Savariensia gyűjtemény).
Rendszeresen megjelenő kiadványok:
- Vas megye irodalma. Bibliográfia és repertórium
- Vas Megyei Könyvtárak Értesítője
- Vasi életrajzi bibliográfiák sorozat
Források:
Sorsjegyakción „nyert” közgyűjtemény (Pável Ágoston, a helyi értékek támogatója), Savaria Fórum 2006.
www.bdmk.hu

## Savaria Egyetemi Könyvtár (volt Berzsenyi Dániel Főiskola Könyvtára)
Cím: Károlyi Gáspár tér 4.
A régió legnagyobb pedagógiai szakkönyvtára.
1959. december 31-én alakult. Az intézeti könyvtár kialakítása a kőszegi és a zalaegerszegi tanítóképző intézetből történt. Az induló állomány 3121 kötet volt.
1963-ban választották meg a könyvtár első vezetőjét: Tóth Gyulánét. 
A könyvtár nemrégen a főiskola új épületébe, az ún. Forrásközpontba költözött át.
Forrás:
www.bdf.hu/konyvtar

## Szent MártonKönyvtár
Jelenlegi cím: Hollán Ernő utca 2.
Mikes János megyés püspök először 1930-ban hozott létre ezzel a névvel könyvtárat, azzal a céllal, hogy a papi hagyatékokból összegyűlt, ám a nagyobb könyvtárak számára felesleges könyvekből a lakosság számára is hozzáférhető gyűjteményt teremtsen meg. A kezdeti állomány 1281 kötetből állt. A könyvtárat 1949-ben felszámolták. Az állományt dr. Konkoly István megyés püspök rejtette el. Ezekből a könyvekből alakult újjá 1996-ban a könyvtár.
Az állomány csupán egyharmada vallási jellegű. Számos könyvritkaság megtalálható itt. Pl.: Széchenyi István Kelet népe című írásának dedikált példánya első kiadásban.
Kiemelten gyűjtik a Szent Mártonról, illetve Batthyány-Strattmann Lászlóról szóló hazai kiadványokat.
Források:
Tersztyánszky Krisztina: Könyvek közt, családiasan, Vas Népe 2007. január 13.
https://web.archive.org/web/20070904073616/http://www.west.hu/friss/stkonyvtar.htm

## Siker Könyvtár
Jelenlegi cím: Ady tér 40.
A Siker Könyvtár a szombathelyi szakszervezeti könyvtár rendszerváltás kori megszűnése után alakult, annak állományából.

## Oladi Művelődési Központ Könyvtára
Jelenlegi cím: Simon István u. 4.